# کوزوووکا (استان پودلاسکی)
کوزوووکا (به لهستانی:  Kozłówka) یک روستا در لهستان است که در گمینا رایگرود واقع شده است. کوزوووکا ۱۳۰ نفر جمعیت دارد.